# Pavoraja nitida
Pavoraja nitida е вид хрущялна риба от семейство Морски лисици (Rajidae). Видът е почти застрашен от изчезване.

## Разпространение
Разпространен е в Австралия (Нов Южен Уелс, Тасмания и Южна Австралия).